# Giambattista della Porta
Pour les articles homonymes, voir Della Porta.
Giambattista della Porta(en français : Jean-Baptiste de Porta), né à Vico Equense vers 1535 et mort à Naples le 4 février 1615, est un écrivain napolitain, polymathe, fasciné par le merveilleux, le miraculeux et les mystères naturels. Il tenta de séparer la « magie divinatoire » de la « magie naturelle » et de faire de cette dernière une discipline savante, solidement soutenue par la littérature classique et l'observation.
Il écrivit en latin plus d'une douzaine de livres sur le sujet, dans une tentative sans cesse recommencée de naturaliser le miraculeux. Comme cette entreprise très risquée empiétait sur le domaine réservé de l'Église, qui revendiquait le monopole des forces occultes, ses travaux valurent au savant quelques démêlés avec l'Inquisition.
Entreprise aussi hasardeuse sur le plan méthodologique, elle prenait pour argent comptant toute croyance aussi invraisemblable soit-elle venant des Anciens, à partir du moment qu'elle était auréolée de l'autorité de la littérature classique écrite en latin. Il se croyait alors autorisé à la généraliser en lui trouvant une justification naturaliste ou en affirmant avoir fait des expériences la validant. Après avoir chassé les démons de la magie, il s'efforcera de donner à celle-ci le visage respectable d'un savoir ancien rationnel ayant tous les aspects de la philosophie naturelle.
Toutes ses œuvres protéiformes sont des tentatives de transformer les croyances au merveilleux (qu'elles soient jugées limitrophes des superstitions par les autorités religieuses, ou bien qu'elles relèvent de phénomènes naturels comme le magnétisme ou l'optique, ou encore de techniques artisanales) en savoirs « scientifiques » respectables. Mais sa pensée a toujours été gouvernée par les principes préscientifiques de la théorie des analogies et correspondances : le monde ne peut se comprendre qu'en dévoilant les relations secrètes, les sympathies occultes, les analogies profondes qui lient ensemble le monde des plantes, des animaux et des hommes.
Sa perpétuelle quête de faits rares et merveilleux (sinon fictifs), ne l'a pas empêché surtout à l'époque de son séjour à Venise et de ses contacts avec d'autres savants, de mener systématiquement des expériences sur des phénomènes physiques réguliers et reproductibles à volonté. Sa curiosité des phénomènes naturels surprenants l'amena à faire des observations originales et pertinentes en optique (sur les lentilles et les miroirs concaves), magnétisme (sur l'attraction de l'aimant et du fer) et sur les propriétés des métaux, entre autres. Il s'attribua cependant des inventions que les historiens actuels contestent.
Deux de ses ouvrages eurent un énorme succès aux XVIe et XVIIe siècles : Magia naturalis (1558 puis 1586), De humana physiognomonia (1586). Ils furent traduits dans les grandes langues d'Europe et furent réédités jusqu'à la fin du XVIIe siècle.
Della Porta fasciné par les sciences occultes, a su chasser les démons de la pensée spéculative, sans arriver à dégager un programme de recherche permettant d'avancer dans la compréhension du monde. Sa grande érudition et ses principes explicatifs séduisants (car touchant autant l'imagination que l'intellect) ont dominé la scène de la pensée scientifique italienne. Ce, avant que Galilée ne réussisse aux environs de 1600, a dégager les traits de la nouvelle rationalité scientifique que nous connaissons dans la science physique moderne. La science moderne a pu se construire sur les phénomènes généraux, reproductibles et non pas sur le fortuit et le spectaculaire. Elle devint un savoir capable d'avoir une efficacité remarquable pour changer le monde, grâce à la rigueur austère des mathématiques. Mais au prix du renoncement au charme des doctrines anciennes qui voyaient le monde comme un système de correspondances interreliées que seule la sagacité des érudits pouvait décrypter.

## Biographie

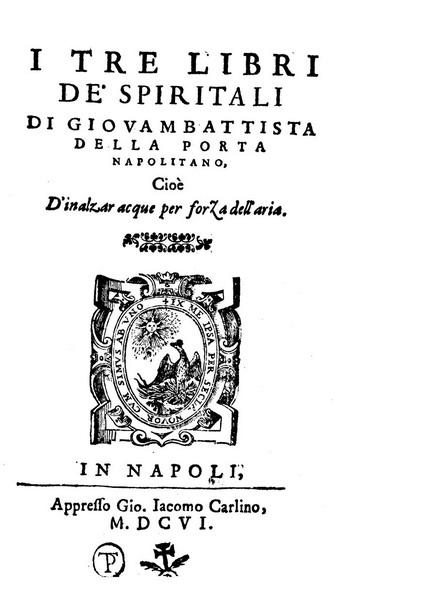
Pneumaticorum libri tres (1606)

Giambattista Della Porta est né en 1535 dans une famille de l'aristocratie de Naples. Son père Nardo Antonio Della Porta, un gentilhomme très fortuné, possédait des terres et des bateaux. Sa mère d'origine calabraise, était une Spadafora, une sœur du savant Adriano Guglielmo Spadafora, qui deviendra conservateur des archives de Naples en 1536 et guidera le jeune Giambattista dans ses études.

### Formation de gentilhomme cultivé
La branche napolitaine des Della Porta avait trois domiciles : une maison en ville, via Toledo près de la Piazza Carità, une villa à Due Porte, un hameau dans les collines au nord-ouest de Naples et une belle villa à Vico Equense.
Il reçut avec ses deux frères, une éducation classique par des précepteurs particuliers. Sa formation consista en l'étude des lettres classiques, de la philosophie et des sciences naturelles, sans négliger la musique, la danse, l'équitation, et la gymnastique. Mais il n'alla pas à l'université (d'ailleurs l'université de Naples ne fut fondée officiellement qu'en 1581) et resta toujours éloigné des cercles académiques. Son jeune frère Giovan Ferrante faisait une collection de cristaux et de spécimens géologiques. Le plus âgé Giovan Vincenzo était un amateur d'antiquités, de statues et de médailles. Ce frère aîné qu'il adorait et l'oncle maternel Adriano Spadafora, lui servirent l'un comme l'autre de tuteur dans ses études.
La maison familiale napolitaine était fréquentée par des philosophes, mathématiciens, poètes et musiciens, formant une véritable académie.
Dans ses œuvres Giambattista Della Porta a laissé des informations contradictoires sur sa date de naissance ou les dates de rédaction de ses œuvres. Suivant Louise Clubb, ce n'était pas par une volonté de tromper mais par un désir de soigner son image et de se protéger. Il adorait faire mystère de nombre de choses le concernant, et s'intéressait à des sujets parfois à la limite de ce que tolérait l'Inquisition.
D'après son premier biographe Pompeo Sarnelli, dès sa jeunesse, Giambattista aurait composé des discours en latin et en langue vernaculaire, et aurait excellé en « philosophie naturelle ». Sa curiosité d'esprit insatiable pour tous les mystères s'est traduite au cours de sa vie par la publication d'ouvrages sur la magie naturelle, sur l'alchimie, l'astrologie, la physiognomie, la cryptographie, l'agriculture, l'art de mémoire, l'optique, la pneumatique et la géométrie.

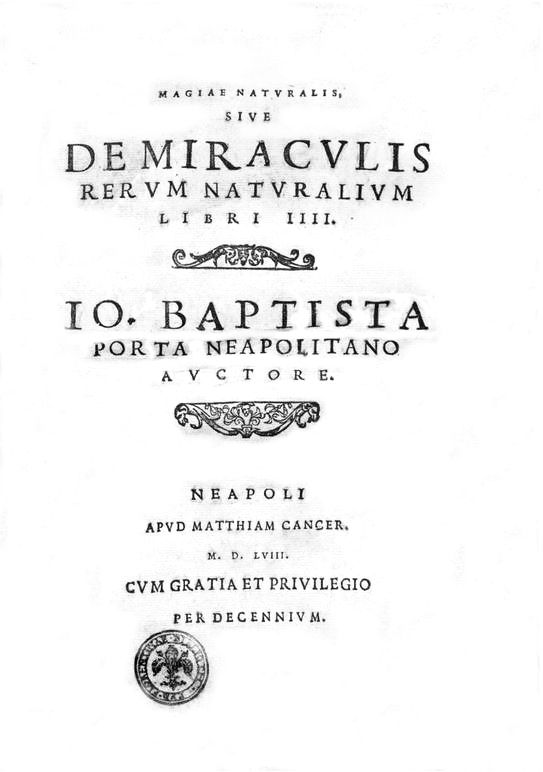
Magiae naturalis, ou De Miraculis rerum naturalium, Naples 1558

Il fut aussi un auteur dramatique accompli. Il commença à écrire des pièces de théâtre dans sa jeunesse et les comédies qu'il publia plus tard étaient des révisions des pièces qu'il jouait avec ses amis et sa famille. Cela lui valut la réputation d'une grande précocité littéraire. Sa première comédie ‘'L'Olimpia fut publiée en 1589 mais fut composée i suoi primi anni (dans ses premières années) suivant l'éditeur Pompeo Barbarito. La date la plus ancienne de composition pourrait être 1550 ; c'est-à-dire à l'âge de quinze-seize ans. Au cours de sa vie, il écrivit 3 tragédies, 29 comédies et une tragi-comédie, dont seulement 2 tragédies, 14 comédies et la tragi-comédie ont survécu.
En cette même année 1550, Della Porta assure avoir publié la première édition de Magia naturalis (La Magie naturelle, en quatre livres, écrits en latin), une encyclopédie de savoirs populaires, sur les choses occultes et insolites. Mais en l'absence d'édition confirmant cette affirmation, il est tentant de supposer qu'il s'efforçait de se faire passer pour un enfant prodige, ou bien qu'il cherchait des excuses à des erreurs de jeunesse concernant certaines assertions sur la magie qui avaient attiré l'attention pointilleuse de l'Inquisition. Mais même si la première édition de Magia naturalis eut lieu en 1558, dans sa vingt-troisième année donc, il est probable que dès l'adolescence, il avait commencé à transcrire sa collection de « secrets et miracles de la nature » (comme l'indique le sous-titre de l'édition française) et à faire des expériences avec des produits chimiques, des herbes médicinales et des aimants. L'ouvrage eut plus de vingt éditions en latin et fut par la suite traduit en français, italien, anglais, allemand et néerlandais.
Sa formation dans le milieu raffiné de l'aristocratie napolitaine, sans les contraintes de la rigueur académique, favorisa l'approche de dilettante « expérimentateur » qu'il adopta pour révéler toutes les merveilles cachées du monde. Un de ses tuteurs, nommé Giovan Abioso da Bagnola, assurait qu'il fallait se détourner des livres anciens et « chasser les nouveaux secrets de la nature ». Il invitait à étudier le comportement animal pour apprendre comment agir directement sur les forces primordiales de la nature afin de les mettre au bénéfice de l'homme.
Della Porta prétendait pouvoir soumettre à l'« expérience » et à l'analyse rationnelle toutes les coïncidences étranges observées qu'il généralisait allègrement en corrélations voire en relations causales. Plutôt que de s'en remettre à des êtres ou des pouvoirs surnaturels, il cherchait à étudier tous les phénomènes surprenants et merveilleux sans à priori et à leur trouver des causes naturelles. Il croyait fermement qu'il y a dans la nature de multiples secrets à la portée de la sagacité humaine, à condition de savoir en lire les signes. Mais sa méthode « expérimentale » était si fruste, qu'il n'était pas à l'abri de la plus grande crédulité. Car il ne distinguait pas clairement l'histoire, de l'expérience. Comme beaucoup de ses contemprains, ce qu'il avait lu dans chez les Anciens, comme Pline, valait autant que ce qu'il avait vu de ses yeux.
Mais de nos jours, la justification par des arguments d'autorité ou par des causes naturelles ad hoc ne suffit plus à transformer des croyances en savoirs scientifiques. Galilée montrera un peu plus tard comment les hypothèses explicatives peuvent être évaluées par des expériences habilement montées.

### Influence de Ruscelli
Dans la tendre enfance de Della Porta, l'écrivain Girolamo Ruscelli (1500-1566), un autre chasseur de secrets, était encore à Naples où il avait fondé l'Accademia Segreta dans le but d'enquêter sur ces opérations mystérieuses de la nature. Même si Della Porta était encore trop jeune pour avoir participé aux réunions de l'académie, il avait dû entendre parler des sujets qui y étaient débattus et il a dû s'en inspirer dans le groupe de réflexion qu'il créa et dans son ouvrage Magia naturalis.
Della Porta choisit un nom proche pour sa société savante: Accademia dei Secreti (Académie des Secrets). Elle se réunissait chez lui à Naples, à la suite du départ de Ruscelli pour Venise et à la dissolution de l'Accademia Segreta. Il était demandé à chaque membre d'apporter de nouveaux secrets de la nature. Il est probable que ses anciens professeurs d'alchimie, de physique et de médecine étaient membres de l'académie. Il avait aussi embauché des jardiniers-greffeurs, un distillateur et un herboriste. Les recettes secrètes étaient expérimentées et enregistrées, si elles s'avéraient. Il reprenait ainsi la démarche expérimentale ouverte de Ruscelli qui défendait l'idée de discuter des recettes secrètes dans une société savante, d'effectuer des essais et de les livrer à la connaissance de tous par des publications.
De même, son premier ouvrage de 1558 Magia naturalis, doit beaucoup à De' Secreti del R. D. Alessio Piemontese, l'ouvrage de Ruscelli, publié sous un pseudonyme, trois ans auparavant en 1555. La Magia naturalis se lit comme un manifeste pour une nouvelle méthodologie scientifique, vue comme une chasse aux nouveaux secrets de la nature. La Magie naturelle comme les Secrets d'Alessio Piémont appartiennent à un genre littéraire nommé « littérature des secrets ».
Il est clair que le nom très proche des deux académies, leur proximité de lieu et de temps, et leurs méthodologies scientifiques semblables, ne sont certainement pas des coïncidences.

### Cryptologie, mnémotechnique

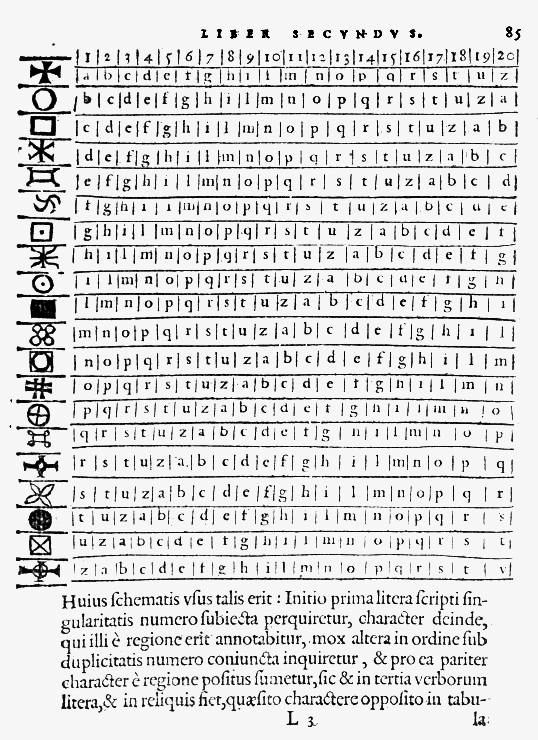
Tableau pour chiffrer les lettres (De furtivis literarum notis, 1563)

Toujours fasciné par les secrets et les mystères, mais soucieux d'éloigner de lui tout soupçon de magie diabolique, Della Porta consacra un ouvrage aux chiffrements des messages en 1563, De Furtivis literarum notis vulgo de ziferis (Napoli, Giovanni Maria Scoto, 1563). Il y traite des chiffres anciens et modernes, de la cryptanalyse, des caractéristiques linguistiques qui favorisent le décryptement. Il rassemble ainsi dans son ouvrage la somme des connaissances cryptologiques de l'époque et propose quelques innovations. Il serait l'inventeur d'un système littéral à double clef qui sera utilisé avec succès pendant trois siècles.
Della Porta quitta ensuite Naples en 1563 et parcourut l'Italie, la France et l'Espagne, à la recherche de nouveaux secrets auprès d'érudits ou de bibliothèques réputées. De retour à Naples en 1566, il convoque son académie pour examiner sa collecte et l'expérimenter.
En 1566, il publie un opuscule sur l'art de mémoriser les informations, Arte del ricordare, dans lequel il donne des procédés mnémoniques pour améliorer la mémoire. Ces procédés étaient utiles aux acteurs de théâtre. Dans les années 1560 et 1570, Della Porta continua à écrire des pièces mais il n'envoya que les œuvres non dramatiques à l'imprimeur.
À cette époque l'Inquisition allait rentrer dans sa vie et l'effrayer suffisamment pour l'amener à adapter ses objectifs scientifiques aux menaces pesant sur la libre réflexion.

### Démêlés avec l'Inquisition
Les lignes de démarcations actuelles entre magie et science ne sont pas du tout celles qui existaient au Moyen Âge. Si la science était un savoir rationnellement fondé, excluant de son domaine l'irrationnel, comment était-il possible à Della Porta de revendiquer la fondation d'une magie naturelle « qui n'est autre chose que la philosophie naturelle ou la suprême science » suivant ses paroles (La Magie naturelle, p. 2). Il opposait comme d'autres avant lui, une magie naturelle et une pratique divinatoire de la magie, « composée d'enchantements, d'esprits immondes, et née d'une curiosité malsaine » dit-il. On peut faire remonter cette opposition à Saint Augustin qui distinguait la magie superstitieuse qui recourt à l'intervention des esprits immondes ou démoniaques, de la magie naturelle qui agit par des causes naturelles et dont les opérations ne paraissent merveilleuses seulement parce que le procédé demeure caché. À partir du XVIIe siècle, le progrès des sciences détacheront peu à peu certains phénomènes de magie naturelle de la magie pour les rattacher au domaine scientifique.
À l'époque de la Renaissance, les pratiques divinatoires et magiques étaient courantes dans la société italienne mais n'étaient pas universellement acceptées. L'Église n'était pas opposée à la magie en soi. Ainsi, la magie des Néoplatoniciens et des Kabbalistes était pratiquée à la cour du pape Léon X (1475-1521).
L'inquisiteur catalan Nicolas Eymerich (1320-1399) établit l'orthodoxie sur les limites du naturel par un principe simple : tous les magiciens et diseurs de bonne aventure sont liés au diable. L'Index (des livres interdits par l'Église) de 1559 ne comprend pas d'œuvre de philosophie naturelle mais renforce les injonctions visant les arts magiques et divinatoires, en particulier la géomancie, l'hydromancie, la pyromancie, et la nécromancie. Finalement, seule l'Inquisition pouvait décider si certaines techniques étaient naturelles ou demandaient l'assistance surnaturelle des démons. L'Église entendait ainsi avoir le monopole de l'accès aux forces surnaturelles et voyait toute tentative d'utiliser les puissances occultes comme une menace à sa juridiction du miraculeux. Elle défendit son territoire en s'en prenant aux superstitions populaires. À la différence de Della Porta qui pensait que pour lutter contre celles-ci, il suffisait de leur trouver une base rationnelle.
Les techniques alchimiques, agronomiques décrites par Della Porta, comme beaucoup des recettes de Magia naturalis, étaient en principes des procédures naturelles capables de produire des effets merveilleux (dans la mesure où elles fonctionnaient véritablement, ce qui devait être loin d'être le cas, comme on sait maintenant). Mais en choisissant de les qualifier de « magie naturelle », il prenait le risque que le mot « magie » n'attire l'attention de l'Inquisition et qu'elle ne les analyse comme « surnaturelle ».

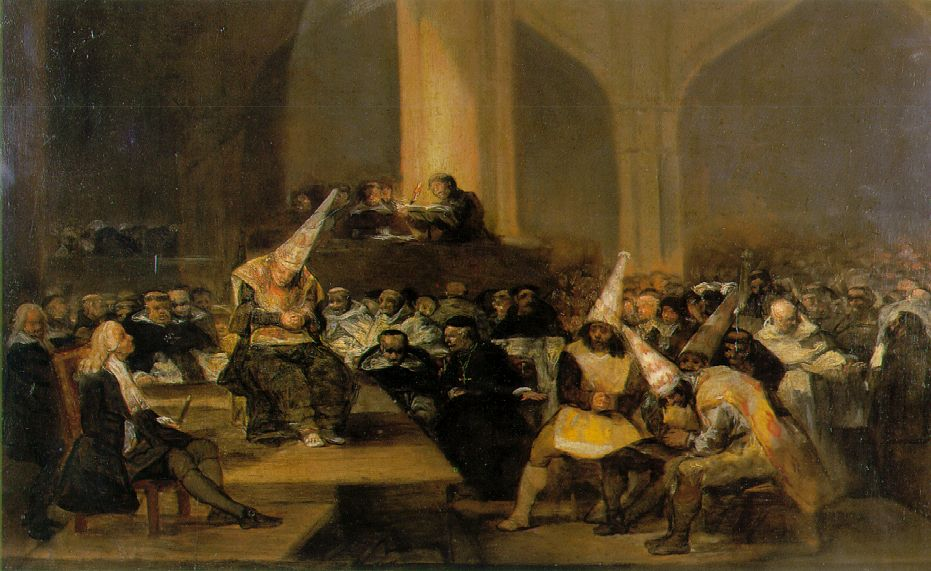
Scène d'Inquisition (Goya)

Les recherches de Della Porta n'attirèrent pas l'attention de l'Église au début. Les ennuis commencèrent quand l'inquisiteur général devint pape sous le nom de Pie V, en 1566. Dans sa biographie de Della Porta, Sarnelli mentionne avec précaution qu'un Napolitain non désigné, aurait signalé à l'Inquisition que l'académie de Della Porta se livrait à la nécromancie. Celui-ci était connu pour tirer des horoscopes et avoir aussi le chic pour faire des prophéties qui s'avéraient souvent correctes. On supposait donc qu'il avait accès à des connaissances occultes. La magie était manifestement sa passion. Certainement par un goût prononcé pour le fantastique et le merveilleux, mais aussi parce que c'était dans l'air du temps de débattre des forces occultes et de l'ésotérisme, comme le firent Pic de la Mirandole, Johannes Trithemius, Marsile Ficin et Cornelius Agrippa .
Dans les pays d'Inquisition, cette passion pour la magie n'était pas un passe-temps sans danger car elle pouvait facilement passer pour une connivence avec le Diable. Son contemporain, le philosophe dominicain Giordano Bruno, en dépit de ses remarquables intuitions astronomiques, sera poursuivi pour son intérêt pour la magie et brûlé vif en place publique à Rome en 1600.
On ne connaît pas la date de l'arrestation de Della Porta, mais son Accademia dei Secreti est fermée en 1574 et il est envoyé à Rome où son procès commence en 1577. Les inquisiteurs cherchent à savoir si son activité impliquait des contacts avec le démon. Le jugement de novembre 1578 est purgation canonica, soit une suspicion de culpabilité mais avec une incapacité d'avoir des preuves. Outre la dissolution de son académie, le tribunal lui demande d'arrêter de pratiquer les arts illicites.
Le procès sera rouvert en 1580 devant l'inquisiteur de Naples. Pourtant Della Porta n'avait rien publié sur la magie depuis sa Magia naturalis sortie en 1558, soit 22 ans plus tôt. La raison vient d'une controverse entre Jean Wier, un médecin opposé à la chasse aux sorcières, et le juriste Jean Bodin, qui était convaincu de l'existence d'un pacte passé entre sorciers et démons après avoir assisté à deux procès dans lesquels il fut appelé en tant qu'expert judiciaire. Dans son ouvrage de 1580,  De la démonomanie des sorciers, Bodin accuse Della Porta, « le grand sorcier Napolitain », de propager la magie démoniaque et lui refuse toute tentative de naturaliser la magie. Wier croyait comme tout le monde aux démons mais pensait que les sorcières étaient de pauvres innocentes dont l'imagination était simplement trompée par les démons.
Dans Criptologia, un texte jamais publié, Della Porta développe l'idée qu'il y a des vérités dans la magie populaire mais qu'elles sont déformées aussi bien par la superstition populaire que par la démonologie savante. Il y a la même crédulité des deux côtés : les rituels, les incantations accomplies par les sorciers sont sans effet, et les accuser de recourir aux forces occultes, comme le font l'Église et des philosophes scolastiques, relève de la même naïveté. Pour Della Porta, si la philosophie naturelle d'Aristote est impuissante pour rendre compte de ces phénomènes, ce n'est pas une raison pour les réduire à des superstitions. Il faut reconnaître notre ignorance. Sans nier l'existence des démons (comme tous ses contemporains), il soutient que leur pouvoir est purement naturel.
Della Porta se sortit relativement bien de ce sinistre épisode qu'il essaiera de cacher par la suite. On sait cependant que ce fut pour lui une épreuve très douloureuse de devoir renier ses opinions sous la menace d'emprisonnement, de tortures et de mort.
Peu après, il rejoignit une communauté laïque jésuite et se fit remarquer par son zèle religieux.

### Expérimentations variées
En novembre 1579, le cardinal Luigi d'Este l'invite à entrer à son service. Deux mois plus tard il se rend à Rome et s'installe au palais d'Este. Là, il cherche les faveurs du cardinal pour obtenir une entrée à la cour papale. Pour se faire valoir, il lui envoie des rapports sur ses expériences et deux pièces, une comédie et une tragi-comédie.
Sur une invitation du cardinal, Della Porta va s'établir à Venise à partir de décembre 1580 où il commence à travailler sur les miroirs paraboliques, les lentilles et une occhiale. Cette dernière devait être l'instrument « qui permet aux hommes à la vue faible de voir au loin » dont il revendiquera l'invention. On ne sait pas vraiment si c'était des lunettes de vue pour les myopes ou une longue-vue. Il profite de la présence près de Venise d'habiles artisans verriers pour mener quelques expériences. Il déclare avoir trouvé à Murano un artisan capable de construire un miroir spécial.
Dans l'édition de 1589 de Magia naturalis, il reconnaît avoir bénéficié des immenses connaissances sur le magnétisme du père Paulus le Vénitien. C'est là qu'il a dû commencer à faire des expériences avec les aimants.
Mais « l'air malsain » (aria grossa) de la lagune le cloue au lit avec un accès de fièvre. Della Porta était de santé fragile et souffrit toute sa vie d'accès de fièvre. Quand il était malade, il en profitait pour faire des examens sur lui-même, analyser ses symptômes, et essayer divers remèdes. Le cardinal de retour à Ferrare le mande de le rejoindre. Della Porta désireux de poursuivre ses expériences d'optique, s'exécute de mauvaise grâce. À Ferrare, le frère du cardinal était le protecteur d'un autre mage, Abramo Colorni, un ingénieur, architecte et occultiste, qui aurait découvert un instrument pour voir au loin.
Jamais à court d'expérimentation, il propose un perfectionnement du procédé d'extraction de l'huile de faines (fruits du hêtre) dont il espère tirer des bénéfices. Il annonce aussi dans sa correspondance qu'il est sur le point de découvrir la lapis philosophorum des alchimistes. Dans son enthousiasme débordant, il répète c'est la plus belle chose sur terre. Pour l'instant, il n'a pas eu le temps d'expérimenter ce secret qu'il tient d'Angelo Siciliano, qui l'a obtenu d'un ami qui l'a appris d'un docteur espagnol et qui l'a lui-même appris d'un moine français. Le cardinal d'Este l'invite à Rome mais l'alchimiste exalté répond plus tard que les grandes chaleurs le clouent à la maison ; apparemment les essais ne furent pas concluants.
Della Porta avait fait planter des arbres fruitiers dans ses villas campagnardes pour mener des essais de greffage et croisement. Il avait traité du sujet dans Magia naturalis mais en partant plus des écrits des Anciens que de véritables essais de terrain. En 1583, il publie Pomarium un traité sur la culture des fruitiers, suivi l'année suivante par Olivetum sur la culture des arbres. Les deux textes sont inclus dans son ouvrage général d'agriculture Villae (1592).

### De humana physiognomonia1586
Della Porta écrivait rapidement et 1583 il avait terminé un autre ouvrage qui allait devenir son œuvre la plus célèbre et la plus révélatrice de sa croyance en un système de signes universel qui tissait l'unité de la Création.
En dépit des doutes de l'Église sur son orthodoxie, il se risque à publier un nouvel ouvrage susceptible d'attirer à nouveau l'attention des censeurs. Mais il doit faire preuve de patience car après l'attaque de Jean Bodin en 1581 qui le traite de « grand sorcier », les autorités le forcent à attendre trois ans avant de pouvoir publier son traité de physiognomonie. Il publie finalement en 1586, De humana physiognomonia qu'il dédie au cardinal Luigi d'Este.
La même année, le pape Sixte V publie une bulle interdisant les travaux sur l'astrologie et la divination. L'Église entendait maintenir ses prérogatives sur les forces occultes et Della Porta dut attendre 10 ans pour obtenir l'autorisation de publier une traduction en italien de son travail. L'ouvrage fut traduit par Rault en français en 1655. Le travail inspirera le peintre Charles Le Brun (conférence Sur la physiognomonie 1671) puis Lavater au XVIIIe siècle qui essaiera d'élever la physiognomonie au rang de science. Le traité connut un immense succès comme en témoignent les nombreuses rééditions dans toute l'Europe.

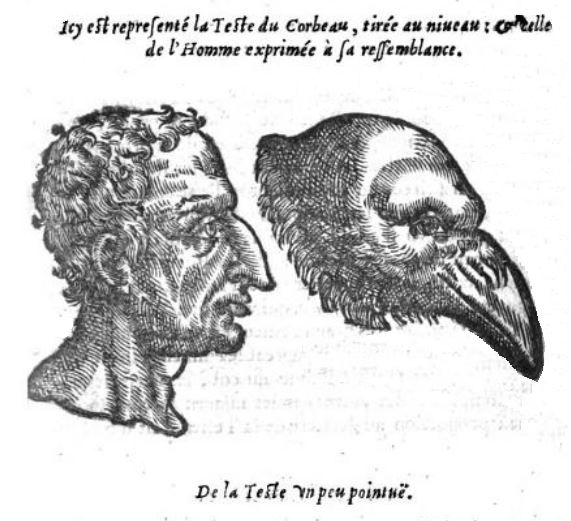
« Aristote en sa physionomie, dit que ceux qui ont la tête en pointe, sont éhontés & tiennent du naturel des oiseaux qui ont de grands ongles, à savoir les corbeaux et les cailles, qui sont impudents et ont la tête en pointe » (Physio. p. 88)

L'art physiognomonique qui remonte à l'Antiquité a pour principe de mettre en relation le physique (en particulier les traits du visage, la physionomie) avec le caractère de la personne. Il s'agit dit-il d'une « méthode, qui fait connaître quelles sont les mœurs & le naturel des hommes, par les signes qui sont fixes et permanents au corps,& par les accidents, qui changent les signes » (La Physionomie, Livre I, chap.XVII, p. 62). Il part du principe que « dans les poissons, les herbes, les plantes, il existe de même marques (notae) dont on peut inférer leurs mœurs, leurs vertus [médicinales] et leurs vices [leur nocivité] » (La physiognomie, I, chap 2). Les signes sont révélés par des ressemblances avec des animaux à qui sont prêtés des caractères conférés par la tradition.
L'ouvrage comporte quatre livres. Le premier porte sur les principes généraux de la physiognomonie et la discussion des auteurs antiques, le second et le troisième sur le sens qu'il convient d'attribuer à la conformation de la tête, du cou, du tronc et bras, ventre et jambes et de l'œil (conformément au principe du zoomorphisme), le quatrième décrit les types physiques correspondant aux principaux vices et vertus.
L'examen de signes extérieurs du corps pour faire des prévisions a été proscrit par les Index de 1559 et 1564. Della Porta conscient du danger, va s'efforcer de rationaliser la physiognomonie pour la rendre religieusement acceptable. Il prévient que son système ne permet pas de prévoir ce qui relève du libre arbitre. Sa méthode consiste à reprendre tous les clichés, hérités de la tradition (« celui qui possède un nez aquilin est magnanime, cruel et ravisseur comme l'aigle ») et à leur donner une justification naturaliste et médicale. Il met en œuvre les concepts de la médecine de Galien pour distinguer les différences de tempérament selon les quatre qualités élémentaires : les froids se signalent par « la faible pilosité, l'embonpoint, la fraîcheur qu'on sent à leur toucher, un teint tirant comme leurs cheveux sur le roux, etc. ». Il tente ainsi de transformer des croyances suspectes en savoirs « scientifiques » respectables (voir Gérard Simon pour une analyse approfondie de la méthode d'inférence de Della Porta).

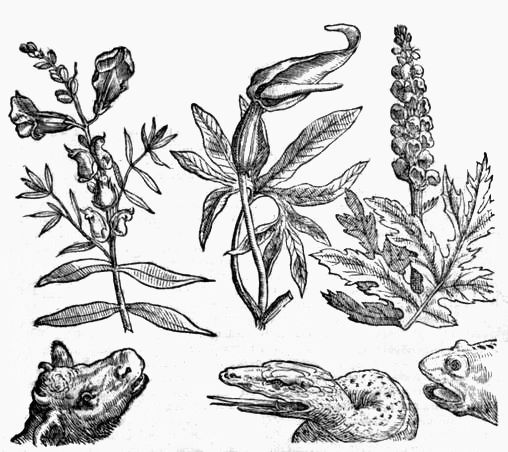
Un vaste réseau de correspondances secrètes, et de sympathies occultes entre plantes, animaux et hommes, tisse le monde (Phytognomonica, 1589)

Della Porta reprendra la même méthode pour découvrir les propriétés des plantes, dans Phytognomoniques (Naples, 1588). Il infère les propriétés thérapeutiques des plantes de leur aspect extérieur. Il s'intéresse aux similitudes entre les parties des plantes et celles du corps humain, ou entre les affections frappant les plantes et l'homme, etc. Il popularise ainsi la théorie de la signatura plantarum de Paracelse fondée sur l'analogie entre l'aspect des plantes et les maladies qu'elles soignent : la chélidoine au sang [latex] jaune sert contre la jaunisse. Le monde végétal est un système de signes visuels permettant aux médecins de s'orienter vers les remèdes. Pour Della Porta, le même système d'inférences finit par englober la totalité du monde visible, hommes, plantes, animaux, minéraux, lieux, saisons et astres.
Il confirmera la portée cosmique de la science physiognomonique dans la Physiologie céleste (Naples, 1603). Sous couvert de critiquer les idées astrologiques, il les expose et les justifie médicalement. Le pape Sixte Quint ayant condamné en 1586 les sciences occultes, Della Porta nie prudemment l'influence des planètes sur les tempéraments et les difformités corporelles mais les explique médicalement par des combinaisons d'humeurs (sang, pituite, bile jaune, atrabile) et des quatre éléments (terre, eau, air, feu). En justifiant médicalement, les croyances astrologiques, il tente de les arracher à la superstition pour les faire rentrer dans le monde des savoirs médicaux.
Dans tous ses travaux, Della Porta reprend les croyances les plus surprenantes, et cherche à leur trouver des justifications naturalistes pour leur donner le statut de savoir respectable.

### La deuxième édition deMagia naturalis(1589)
Toujours sous la pression de la censure, Della Porta se risque à publier une seconde édition, de Magia naturalis, en 1589, dans une version considérablement remaniée et augmentée. Dans la préface, il fait valoir que la première édition était une œuvre de jeunesse, « quand j'avais à peine quinze ans » dit-il (en se rajeunissant de huit ans), dans l'espoir de faire oublier certaines recettes magiques suspectes qu'il omet prudemment dans cette seconde édition. Depuis la première édition, il avait rencontré des scientifiques comme Paolo Sarpi et peut-être Galilée et gagné un certain respect pour ses travaux sur les miroirs et les lentilles, sur les forces magnétiques et sur la distillation. C'était en grande partie des observations précises et originales qu'il décida d'inclure dans la nouvelle édition.
Mais ces nouveaux sujets ne changent rien à sa conception de la « magie naturelle » inspirée de Marsile Ficin et de De occulta philosophia de Agrippa, une œuvre qui était à l'Index. De la première édition de Magia naturalis de 1558 à la seconde de 1589, Della Porta suivra fidèlement les pas d'Agrippa. Malgré les terribles menaces de l'Inquisition, il poursuivra inlassablement son projet initial de faire de la magie naturelle une discipline savante, solidement soutenue par la littérature classique et l'observation. Il prendra seulement soin d'éviter les sujets trop suspects aux yeux des censeurs.
Voici quelques grands types de phénomènes fantastiques et recettes merveilleuses :
1. les opérations imaginaires, plus ou moins fantasmées : pour Della Porta, la nature cache de nombreux secrets qui sont à la portée de la sagacité humaine, à condition de savoir en interpréter les signes. Il répertorie une collection impressionnante de faits fantastiques (comme des naissances monstrueuses, des serpents générés dans les cheveux de femmes ayant leurs règles, des pêches sans noyau, etc.). Car rien n'est impossible à ses yeux. L'accumulation de citations classiques faisant autorité, suffisait alors pour établir la validité des jugements, même les plus invraisemblables.
2. les procédures artisanales : Della Porta répertorie dans de nombreux chapitres des recettes et procédures artisanales qui n'ont rien de merveilleux et d'invraisemblables. Son objectif consiste alors à observer la nature et à essayer de l'imiter en améliorant les techniques artisanales.
3. les phénomènes de physique (optique, magnétisme) : il consacre quelques pages intéressantes à la description de phénomènes merveilleux mais qui n'ont rien de magiques car parfaitement réguliers et reproductibles. Dans l'histoire des sciences, ses descriptions des propriétés optiques des lentilles et des miroirs concaves ainsi que des forces d'attraction entre l'aimant et le fer ont fait date.

### Taumatologiacensuré
Après la publication de la version étendue de Magia naturalis en 1589, Della Porta reprend et développe certains chapitres sous forme d'opuscules. Ainsi en 1593, il publie De refractione optices qui développe le livre XVII de la Magia naturalis sur l'optique ou en 1609 un ouvrage d'alchimie De distillatione développant le livre X.
L'empereur du Saint-Empire Rodolphe II, très entiché d'ésotérisme, essaya d'attirer à sa cour de Prague le célèbre mage napolitain. Le souverain mélancolique, qui avait fait de sa cour un laboratoire d'astrologie, d'alchimie et de sciences occultes, voulait apprendre le secret de la pierre philosophale que Della Porta était réputé connaître. Bien sûr, c'est Della Porta lui-même qui était responsable de la rumeur, puisqu'il avait écrit au cardinal d'Este qu'il était sur le point de découvrir « la plus belle chose sur terre », la lapis philosophorum. En 1597, l'empereur envoya un émissaire à Naples pour l'inviter à sa cour. L'empereur eut beau réitérer ses invitations, Della Porta après des essais infructueux, resta prudemment à Naples.
À cette époque, Della Porta travaillait à Taumatologia, un ouvrage qui devait rassembler la quintessence de sa science et « ouvrir les portes à de nouvelles philosophies, de nouvelles spéculations, à de nouveaux mystères encore plus profonds ». Il visait à révéler toujours plus de phénomènes mystérieux, de pouvoirs d'herbes et de pierres qui dispenseraient de pratiquer des rituels de magie divinatoire. Il mentionne dans sa correspondance (en 1611) que les expériences sur les 500 secrets du livre lui ont coûté beaucoup d'argent et de travail. Mais les censeurs religieux refusent la publication et le manuscrit ne fut jamais publié. Seuls des fragments ont survécu.

### L'Académie des Lyncéens
Dans ses dernières années, Della Porta trouva un nouveau protecteur dans la personne du jeune marquis de Monticello, Federico Cesi (1585-1630). En 1603, Cesi, à l'âge de 18 ans, avait fondé l'Accademia dei Lincei, Académie des Lyncéens (académie des lynx), avec trois amis médecin, mathématicien et physicien, pour « acquérir la connaissance des choses et la sagesse...et la révéler pacifiquement aux hommes, oralement et par écrit ». Son père, inquiet des pratiques magiques de son fils, dissout rapidement l'académie et expulse ses membres de la maison des Cesi.
Dépité, le jeune marquis se rend alors à Naples pour prendre conseil auprès du vieux mage napolitain au printemps 1604. Della Porta le reçoit chaleureusement et encourage son projet d'académie, qui devait lui rappeler les déboires que connut sa propre académie (l'Académie des Secrets), interdite par l'Inquisition en 1574. Il lui dédicace son dernier livre sur la distillation De distillatione (1608).
Dans cet ouvrage, Della Porta fait le point sur les techniques de distillation (au sens élargi de l'époque), un siècle après Liber de arte distillandi de simplicibus ou Le Petit Livre de la Distillation (1500), de Hieronymus Brunschwig. Il explique les différents appareils à distiller en les comparant à des animaux.
Quand Cesi accède au titre de duc d'Acquasparta à la mort de son père en 1610, il a enfin les mains libres pour développer sa chère académie. Il invite Della Porta et le nomme à la tête de la branche napolitaine de l'académie.
L'académie des Lyncéens continua à tirer son inspiration de Della Porta, jusqu'au jour où Galilée devient membre (en avril 1611) et ouvre de toutes nouvelles perspectives. Galilée, qui peu de temps auparavant avait reçu la lunette hollandaise et l'avait transformée en lunette astronomique, s'était précipité pour observer les corps célestes. Très vite, il découvre que la lune n'est pas une sphère parfaite comme le voulait la théorie d'Aristote mais est couverte de hautes montagnes. Quand en mars 1610, il publie ses observations dans Sidereus Nuncius (Messager Céleste), la stupéfaction est totale.
L'influence de Galilée devint prépondérante à l'académie des Lyncéens. On s'intéressa aux phénomènes naturels régulièrement observables et non plus aux cas rares, bizarres et non reproductibles. Le programme de recherche de Galilée évinça celui de Della Porta. Il ne s'agissait plus de s'appuyer aveuglement sur la littérature antique, de lire les signes de la nature, de deviner les relations de sympathie et d'antipathie qui reliaient les choses. La science galiléenne est la première forme de la physique moderne, elle rompt avec l'approche traditionnelle et annonce Newton. Elle se base sur l'utilisation de la raison mathématique pour comprendre le réel, sur l'exigence de simplicité des critères d'explication et sur la construction de modèles testables par des expériences.
Quand Della Porta meurt en 1615, les Lyncéens sont complètement acquis au programme de recherche de Galilée, qui allait permettre des avancées importantes dans la compréhension du monde. Ils avaient définitivement tourné le dos à la fascination de l'occulte hérité du Moyen Âge et à la révérence inconditionnelle aux écrits de l'Antiquité, dans laquelle s'était englué Della Porta.

## Œuvres

### Éditions

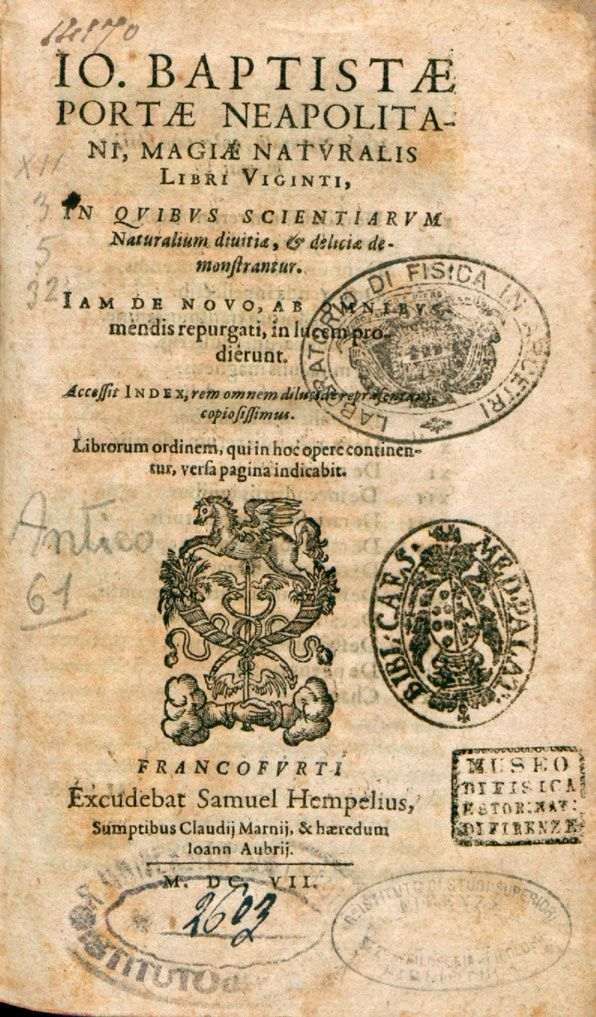
Magia naturalis, 1607

- Ioan Baptista Porta Neapolitano, Magiae naturalis sive de Miraculis rerum naturalium, libri IIII, Matthiam Cancer, Neapoli, 1558
- Joannes Baptista Porta, De furtivis litterarum notis, Naples, 1583 (lire en ligne)
- Giovanni Battista Della Porta, De humana physiognomonia, Giuseppe Cacchi, 1586 (lire en ligne)
- Jean Baptiste Porta Neapolitain, La physionomie humaine (divisée en quatre livres), Jean & David Berthelin, 1655 (lire en ligne)
- Giovanni Battista Della Porta, Phytognomonica, Napoli, Orazio Salviani, 1588.
- Giambattista Della Porta, Magiae Naturalis libri XX, Naples, 1589
- Giambattista Della Porta, De refractione optices, Naples, 1593
- Giovanni Battista Della Porta, Pneumaticorum libri tres, Giovanni Giacomo Carlino, Napoli, 1601 (lire en ligne)
- Giovan Battista Della Porta, Elementorum curvilineorum libri duo, Neapoli: apud Antonium Pacem, 1601, 64 p.
- Giovanni Battista Della Porta, De distillatione, libri IX, Stamperia Camerale, Roma, 1608 (lire en ligne)
- Giambattista Della Porta, De aeris transmutationaibus, 1610
- Giovanni Battista Della Porta, Della chirofisonomia, Antonio Bulifon, Napoli, 1677 (lire en ligne)
- Giambattista Della Porta, (ed. Vincenzo Spampanato), Le commedie, vol. 1, Laterza, Bari, 1910 (lire en ligne)
- Giambattista Della Porta (ed. Vincenzo Spampanato), Le commedie, vol. 2, Laterza, Bari, 1911 (lire en ligne)
- (it) Giovanni Battista Della Porta, Gli duoi fratelli rivali, Edizioni La Biblioteca Digitale, 2015 (lire en ligne)

### Traductions modernes et éditions contemporaines
- Jean Baptiste Porta, IX livres des distillations, traduit du latin par Lucy Fortunati avec la collaboration de Sylvain Matton, Paris: J.-C. Bailly éditeur, 1984, 174 pp.
- La Magie Naturelle, ou Les Secrets et Miracles de la Nature  J-B De Porta - Traduction par François Arnoullet - Édition conforme à celle de Lyon (1631) - H. Daragon Paris - Éditions du Prieuré (sans date)
- Natural magick, traduction en anglais par Richard Gaywood, gravure par Thomas Young, Edition par Samuel Speed, 1681.  A la différence de la traduction française d'Arnoullet, qui ne porte que sur quatre livres, cette traduction porte sur les 20 livres.
- Edizioni critiche delle opere filosofiche, scientifiche e teatrali. Edizione nazionale delle opere di Giovan Battista Della Porta. T. 1 : Ars reminiescendi, Napoli, 1996. T. 2 : Coelestis physiognomonia, 1996. T. 3 : De aeris transmutationibus, 2000. T. 4 : Claudii Ptolomaei Magnae Constructioninis, 2000. T. 5, 6, 7, 8 : Teatro. T. 9 : De ea naturalibus physiognomonica, 2003.

### Études
- [Clubb 2015] (en) Louise George Clubb, Giambattista Della Porta, Dramatist, Princeton University Press, 2015 (ISBN 978-0-691-62465-5, OCLC 922163704).
- Sergius Kodera "Giambattista della Porta", The Stanford Encyclopedia of Philosophy (Summer 2015 Edition), Edward N. Zalta (ed.)
- [Eamon 1994] (en) William Eamon, Science and the secrets of nature : books of secrets in medieval and early modern culture, Princeton University Press, 1994, 490 p. (ISBN 978-0-691-02602-2 et 978-0-691-03402-7, OCLC 708347229, lire en ligne).
- [Romei 1989] (it) G. Romei, DELLA PORTA, Giovambattista, vol. 37, Dizionario Biografico degli Italiani, 1989 (lire en ligne).
- [Sarnelli 1677] (it) Pompeo Sarnelli, Vita di Gio. Battista Della Porta Napolitano. Premessa a Della Chirofìsonomia, Naples, Antonio Bulifon, 1677.